# Mimetus notius
Mimetus notius là một loài nhện trong họ Mimetidae.
Loài này thuộc chi Mimetus. Mimetus notius được miêu tả năm 1923 bởi Chamberlin.